# What If God Were the Sun?
What If God Were the Sun? (titulado Si Dios fuera el sol en Hispanoamérica y España) es una película de género drama dirigida y producida por Stephen Tolkin y Greg Copeland, respectivamente, y protagonizada por Gena Rowlands y Lacey Chabert. Se estrenó el 14 de mayo de 2007 en Estados Unidos.

## Sinopsis
Jamie es una enfermera de urgencias y cuando muere su padre en la habitación del hospital mientras ella atiende a otro paciente, su vida se derrumba. La relación con su prometido empeora y solo empieza a recuperarse cuando conoce a Melissa, una enferma terminal con una fuerte creencia de que hay vida después de la muerte.

## Reparto principal
- Lacey Chabert como Jamie Spagnoletti.
- Sam Trammell como Jeff.
- Sarah Rafferty como Rachel.
- Klea Scott como Carmen.
- Amanda Brugel como Lupe.
- Diana Reis como Katherine.
- Kim Roberts como Maricela.
- Gena Rowlands como Melissa Eisenbloom.
- Ernesto Griffith como Capitán Herbert.
- Illya Torres-Garner como Raul.

Fuente:

## Recepción

### Crítica
Según la página Variety, Laura Fries dijo: «Rowlands es sin duda la mejor de la película, y se enfrenta a los más grandes retos, incluyendo los clichés y un diálogo colosalmente mal escrito, con su reputación bastante intacta, pero incluso su presencia no puede salvar en última instancia la película, a parte de sus propias emociones exaltadas y ridículas alusiones póstumas. Tal vez los muertos están siempre con nosotros, pero que sin duda agradecerían perderse esta (película)».
Marilyn Moss de la revista The Hollywood Reporter señaló: «Las piezas no siempre encajan o tienen sentido, pero cualquier persona que se queda con los personajes lo suficiente, no vendrá con las manos vacías. La historia quiere hacer demasiadas cosas y encierran demasiadas cuestiones y eventos. Sin embargo, ¿se preocupa por esas cosas pequeñas si eso significa llegar a ver a Gena Rowlands en la pantalla?».

## Ficha técnica

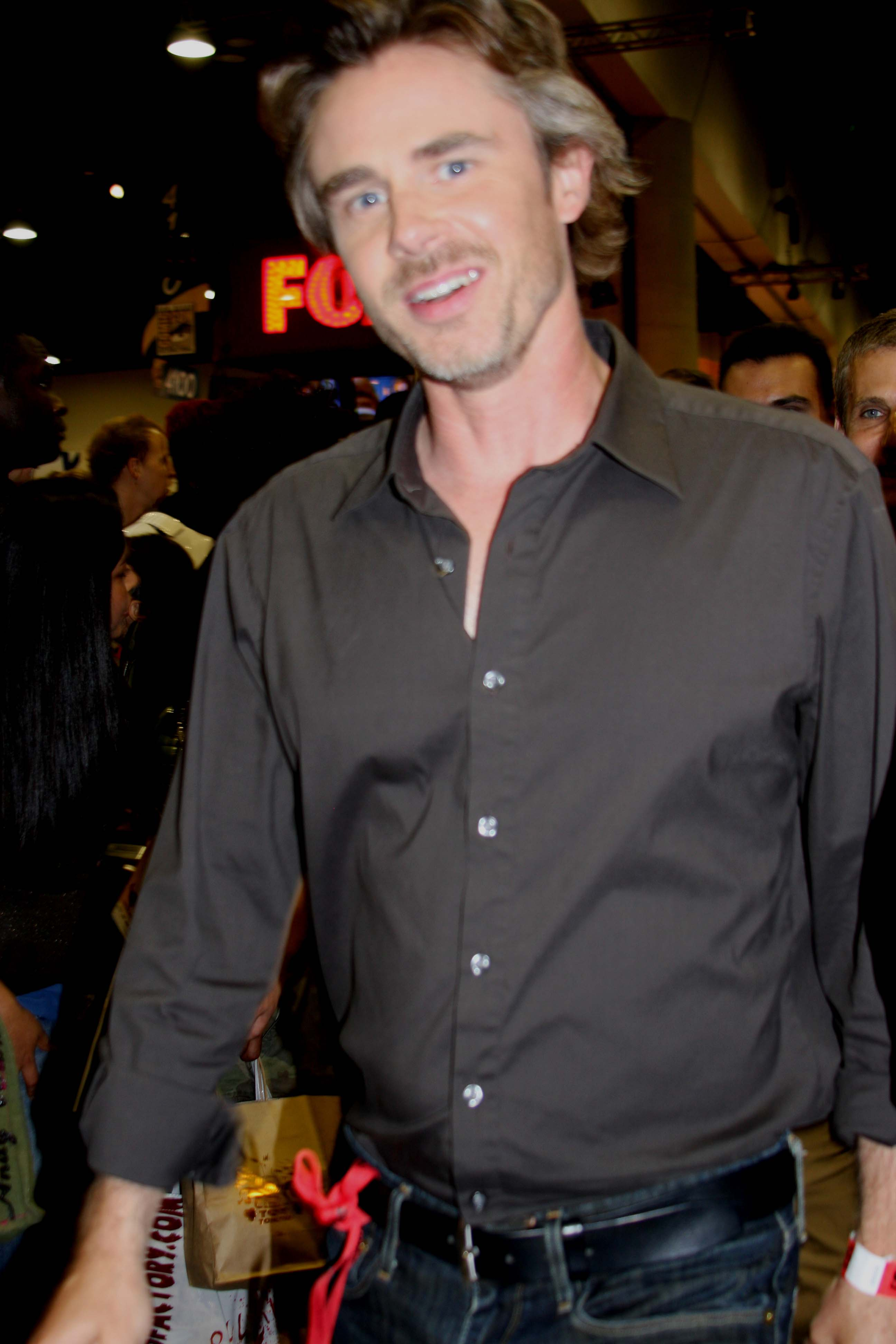
Sam Trammell, uno de los protagonistas de la película, interpreta a Jeff.

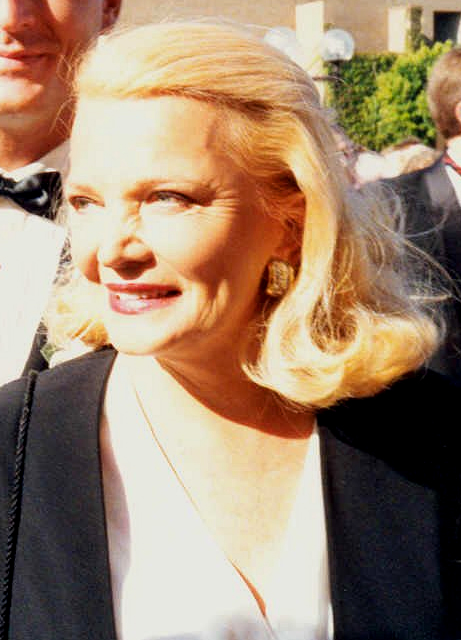
Gena Rowlands, una de las protagonistas de la película, interpreta a Melissa Eisenbloom.

Dirección
- Stephen Tolkin

Guion
- Janet Dulin Jones
- Jamie Pachino

Producción
- Greg Copeland

Música
- Laura Karpman

Fotografía
- Robin Loewen

Montaje
- Gib Jaffe

Vestuario
- Darena Snowe

Diseño de Producción
- Tim Bider

Productora
- JECO Productions
- Old Beantown Films
- Fox Television Studios

Fuente:

## Nominaciones
Gena Rowlands recibió dos nominaciones al Premio Emmy a la Mejor Actriz en Miniserie o telefilme y el Premio del Sindicato de Actores a la mejor actriz de televisión - Miniserie  o telefilme por su actuación.